# Коваши
Коваши (рус. Коваши; фин. Hevaanjoki) река је на северозападу европског дела Руске Федерације. Протиче преко западних делова Лењинградске области, односно преко централних и западних делова његовог Ломоносовског рејона. Свој ток завршава као притока Копорског залива код града Сосновог Бора и припада басену Финског залива Балтичког мора.
Река Коваши настаје спајањем две мање реке, Чјорне (Црне реке) и Лопухинке и готово целом дужином тока тече у смеру од истока ка западу. Укупна дужина водотока је 38 km (од изворишта Чјорне 72 km), док је површина сливног басена 612 km². Њене обале су углавном ниске и доста влажне, приобална равница је мстимично ширине до 50 метара. У кориту на појединим местима постоје мањи брзаци и мање камене громаде. Низводно од села Коваш корито се знатно сужава, дубина је већа, а обале су стрмије и обрасле су жбунастом вегетацијом.